# Франклін Тауншип (округ Снайдер, Пенсільванія)
Франклін Тауншип (англ. Franklin Township) — селище (англ. township) в США, в окрузі Снайдер штату Пенсільванія. Населення — 2213 особи (2020).

## Демографія
Згідно з переписом 2010 року, у селищі мешкало 2259 осіб у 915 домогосподарствах у складі 667 родин. Було 978 помешкань
Расовий склад населення:
| - 98,8 % — білих - 0,4 % — чорних або афроамериканців - 0,1 % — азіатів |

До двох чи більше рас належало 0,5 %. Частка іспаномовних становила 0,7 % від усіх жителів.
За віковим діапазоном населення розподілялося таким чином: 20,7 % — особи молодші 18 років, 64,2 % — особи у віці 18—64 років, 15,1 % — особи у віці 65 років та старші. Медіана віку мешканця становила 43,6 року. На 100 осіб жіночої статі у селищі припадало 99,0 чоловіків;  на 100 жінок у віці від 18 років та старших — 97,5 чоловіків також старших 18 років.
Середній дохід на одне домашнє господарство  становив 55 073 долари США (медіана — 50 568), а середній дохід на одну сім'ю — 64 292 долари (медіана — 59 375). Медіана доходів становила 40 682 долари для чоловіків та 30 577 доларів для жінок. За межею бідності перебувало 11,7 % осіб, у тому числі 24,8 % дітей у віці до 18 років та 9,6 % осіб у віці 65 років та старших.
Цивільне працевлаштоване населення становило 954 особи. Основні галузі зайнятості: виробництво — 25,7 %, освіта, охорона здоров'я та соціальна допомога — 23,8 %, будівництво — 11,2 %, роздрібна торгівля — 10,6 %.